# ستيغ لارسون (لاعب هوكي جليد)
ستيغ لارسون هو لاعب هوكي جليد سويدي، ولد في 22 نوفمبر 1947 في Nacka ‏ في السويد.

## وصلات خارجية
- ستيغ لارسون على موقع EliteProspects.com (الإنجليزية)
- ستيغ لارسون على موقع Eurohockey.com (الإنجليزية)